# Крышова, Нина Александровна
Нина Александровна Крышова (1895 — 1971) — советский учёный-нейрофизиолог и невропатолог, доктор медицинских наук (1935), профессор (1946). Заслуженный деятель науки РСФСР (1965).

## Биография
Родилась в 1895 году в Москве. Брат - Борис Фёдорович Поршнев.
В 1919 году после окончания медицинского факультета Московского университета начала свою трудовую деятельность ординатором в клинике нервных болезней и служила врачом в рядах РККА. С 1921 года под руководством С. Н. Давиденкова и Г. И. Россолимо работала в ряде клиник Москвы .
С 1932 года под руководством И. П. Павлова Н. А. Крышова работала в клинике нервных болезней. В 1935 году  защитила докторскую диссертацию по теме: «О сухожильной арефлексии и ее причинах». В 1938 году была назначена заведующей отделением неврозов и научным руководителем Лаборатории нейрогенетики человека. В 1952 году была назначена заведующей сектором Института физиологии имени И. П. Павлова АН СССР.  С 1939 по 1943 годы — консультант ряда госпиталей Москвы.
Н. А. Крышова была разработчиком оригинальных методик для определения состояния основных нервных процессов.  Известны её исследования по вопросам нейрогенетики, в том числе с использованием «близнецового метода», нейроинфекциям, а также работы по травматическим поражениям и функциональным заболеваниям нервной системы, речевым нарушениям и ряду других актуальных вопросов клинической невропатологии. Некоторые работы Н. А. Крышовой были посвящены гистологическим исследованиям в области заболеваний нервной системы и фармакодинамике новых лекарственных препаратов. Под научным руководством Н. А. Крышовой было защищено двадцать пять докторских и кандидатских диссертаций.
Помимо основной деятельности Н. А. Крышова занимала должность главного невропатолога Ленинграда, являлась членом Президиума правления Всесоюзного обществ невропатологов и психиатров и почетным членом Эстонского и Ленинградского обществ невропатологов и психиатров, а также членом международной ассоциации по борьбе с мышечными дистрофиями. Была  редактором редакционного отдела «Неврология» во втором издании Большой медицинской энциклопедии.
Похоронена на Большеохтинском кладбище Санкт-Петербурга.

## Награды
- Орден Ленина

### Звания
- Заслуженный деятель науки РСФСР (1965)